# 鄧銘漮
鄧銘漮（Tang Ming Hong，1993年7月23日—），香港男子壁球運動員。

## 簡歷
2014年9月，鄧銘漮代表香港參加南韓仁川舉行的亞運會壁球比賽，與李浩賢、歐鎮銘和葉梓豐合作贏得男子團體賽銅牌。

## 外部連結
- Squash Info - Ming Hong Tang's Profile （页面存档备份，存于）（英文）